# California Poker
California Poker (California Split) è un film del 1974 diretto da Robert Altman.

## Trama
Un giornalista con la passione del gioco d'azzardo, perseguitato dai creditori, incontra in una sala da gioco uno sfaccendato. Insieme decidono di vendere il poco che hanno e di partire alla volta di Reno (Nevada) per tentare la fortuna nei casino.
In una sola serata riescono a vincere 82.000 dollari, ma si accorgono con amarezza che giocare è più interessante che vincere.